# Sauce d'huître
 (novembre 2024).
Si vous disposez d'ouvrages ou d'articles de référence ou si vous connaissez des sites web de qualité traitant du thème abordé ici, merci de compléter l'article en donnant les références utiles à sa vérifiabilité et en les liant à la section « Notes et références ».
La sauce d'huître (chinois simplifié : 蚝油 ; chinois traditionnel : 蠔油 ; pinyin : háoyóu ; litt. « huile d'huître » ; parfois surnommée « lait de la mer», 海底牛奶, hǎidǐ niúnǎi, « lait du fond de la mer ») est une sauce utilisée comme condiment en Asie. Son aspect général est celui d'une sauce veloutée et épaisse de couleur brun sombre. Elle est souvent utilisée dans les cuisines chinoises (dont la cantonaise dans laquelle elle a été créée), thaïe et khmère (en cambodgien, elle est appelée préng khyâng, khmer : ប្រេងខ្យង).

## Préparation

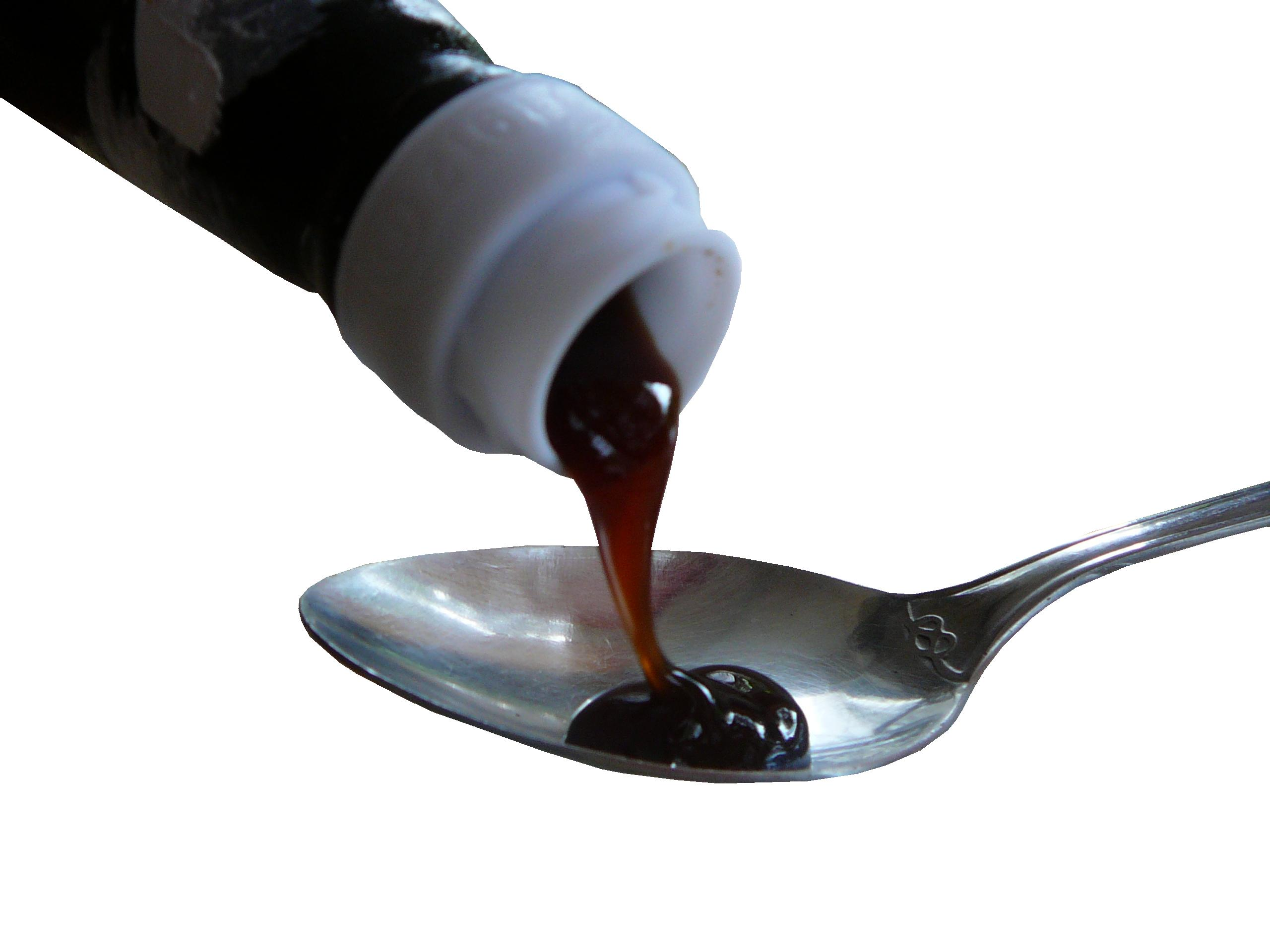
La sauce d'huître est visqueuse et coule lentement de sa bouteille.

Traditionnellement, une authentique sauce d'huître se prépare en faisant caraméliser un bouillon d'huître jusqu'à ce qu'il devienne visqueux et brun sombre. Aucun autre ajout n'est nécessaire, même pas de sel.
Les préparations industrielles ne contiennent généralement qu'une proportion variable d'extrait d'huîtres.

## Production
Au XXIe siècle, pour produire plus rapidement la sauce d'huître et diminuer les coûts, la sauce est épaissie avec de la fécule de maïs, parfumée avec de l'extrait d'huître concentré (importé de Chine ou du Japon) et assombrie par du caramel.
Une version végétarienne de cette sauce, agrémentée d'extrait de champignons (type lentin du chêne / shiitake), s'est également popularisée. Elle contient également du sucre, de la sauce soja, des extraits de maïs, de la levure et coûte moins cher.

## Utilisation
Cette sauce est utilisée dans en cuisines chinoises (différentes régions), thaïe, vietnamienne et khmère. Son goût subtil, à la fois sucré et salé, parfume un grand nombre de mets : viandes, volailles, poissons, fruits de mer, légumes, nouilles et riz sautés.